# Nano Pourtier
Jean-Raymond Fernand „Nano“ Pourtier (* 17. April 1954 in Grenoble, Isère) ist ein ehemaliger französischer Freestyle-Skier. Er war auf die Buckelpisten-Disziplin Moguls spezialisiert und gewann zweimal die Disziplinenwertung sowie neun Rennen im Weltcup. Später war er als Freestyle-Spartenchef für den französischen Skiverband sowie als Sportmanager für die Bob- und Eishockeynationalmannschaft tätig.

## Biografie

### Sportliche Laufbahn
Als 13-Jähriger kam Nano Pourtier im Rahmen der Olympischen Winterspiele 1968 erstmals mit dem Spitzensport in Berührung. Er verfolgte die alpinen Skirennen in seinem Heimatort Chamrousse vom Streckenrand aus und posierte für Fotos mit den Athleten. Seine Familie lebte im von der Mutter geleiteten Sport- und Jugendzentrum des Ortes, das während der Spiele zum Pressezentrum umfunktioniert wurde.
Weil er nach etwas „Explosiverem“ suchte, wechselte Pourtier, zunächst Teil eines alpinen Nachwuchskaders, zum aufkommenden Freestyle-Skiing. Die Reise zu seinen ersten Wettkämpfen in den Vereinigten Staaten musste er sich noch selbst finanzieren, nachdem er im Sommer zuvor als Kellner gearbeitet hatte. 1976 wurde er in die französische Nationalmannschaft aufgenommen und etablierte sich in der Moguls-Disziplin bald in der absoluten Weltspitze. 1978 gewann er seinen ersten von zwei Europameistertiteln, im Winter darauf war er dank mehrerer Siege erstmals der beste Buckelpistenfahrer der Welt.
Im 1980 neu lancierten Freestyle-Skiing-Weltcup gehörte Nano Pourtier auf Anhieb zu den Besten. Bei den ersten beiden Rennen in den Pocono Mountains belegte er jeweils hinter Greg Athans Rang zwei. Mit einem weiteren zweiten Platz schloss er die Saison als Vierter der Moguls-Disziplinenwertung ab. Am 3. Februar 1981 feierte er im Montafon seinen ersten Weltcupsieg. Drei weitere Siege und insgesamt sieben Podestplätze in acht Rennen ebneten ihm den Weg zum erstmaligen Gewinn der Weltcup-Disziplinenwertung. Im folgenden Winter gewann er fünf von neun Wettkämpfen und konnte die Disziplinenwertung – erneut gegen Frank Beddor – zum zweiten und letzten Mal für sich entscheiden. Im März 1982 beendete er seine aktive Laufbahn im Leistungssport.

### Weitere Karriere
Zwei Jahre nach dem Ende seiner aktiven Laufbahn übernahm Pourtier 1984 den Posten des Sportdirektors der französischen Freestyle-Nationalmannschaft. Unter seiner achtjährigen Ägide erreichten die französischen Athletinnen und Athleten insgesamt 147 Weltcup-Podestplätze und gewannen 25 Medaillen bei Großereignissen, davon acht bei Olympischen Spielen oder olympischen Demonstrationswettbewerben. Pourtiers persönlicher Höhepunkt war der Gewinn der Moguls-Gold- und Silbermedaille durch Edgar Grospiron und Olivier Allamand bei den Heimspielen von Albertville. Besonders erfolgreich waren außerdem Fabrice Becker, Éric Laboureix, Raphaëlle Monod und Christine Rossi. Im Anschluss an den Olympia-Winter endete sein Engagement 1992 in Folge einer Meinungsverschiedenheit mit dem Präsidenten des französischen Skiverbandes, Bernard Chevalier.
Danach wurde Pourtier vom französischen Bobverband als Sportdirektor verpflichtet und in dieser Funktion mit der Ausarbeitung eines Fünfjahresplans betraut. Nachdem er ein neues Team zusammengestellt und Anschieber aus der Leichtathletik hatte rekrutieren lassen, stellten sich große Erfolge ein: Bei den Olympischen Spielen 1998 von Nagano gewann Pilot Bruno Mingeon überraschend die Bronzemedaille im Viererbob. Ein Jahr sorgte er in derselben Disziplin für Frankreichs ersten Weltmeistertitel im Bobsport und gewann im Zweierbob eine weitere Bronzemedaille. Nach Erfüllung seiner Aufgabe übernahm Pourtier 1999 den Posten des Teammanagers der Eishockeynationalmannschaft. Nachdem er Frankreich sowohl zur Qualifikation für die Olympischen Spiele in Salt Lake City als auch zum Gewinn der B-Weltmeisterschaft verholfen hatte, beendete er 2004 sein Engagement.
Nano Pourtier arbeitete danach in La Tronche, kehrte aber bald in seine Heimatgemeinde Chamrousse zurück. 2008 wurde er erstmals zum Gemeinderat gewählt, ab 2013 war er als stellvertretender Bürgermeister für die Sport- und Arbeitsagenden zuständig. Bis 2017 war er Inhaber eines Crêpe-Geschäfts. Für seine Verdienste um den französischen Wintersport wurde Pourtier 2016 als Ritter der Ehrenlegion ausgezeichnet.

## Erfolge

### Weltcupwertungen
| Saison | Gesamt | Gesamt | Moguls | Moguls |
| Saison | Platz  | Punkte | Platz  | Punkte |
| ------ | ------ | ------ | ------ | ------ |
| 1980   | 26.    | 72     | 4.     | 72     |
| 1981   | 15.    | 147    | 1.     | 147    |
| 1982   | 20.    | 141    | 1.     | 141    |

### Weltcupsiege
Pourtier errang im Weltcup 17 Podestplätze, davon 9 Siege:
| Datum            | Ort              | Land        | Disziplin |
| ---------------- | ---------------- | ----------- | --------- |
| 3. Februar 1981  | Silvretta Nova   | Österreich  | Moguls    |
| 14. Februar 1981 | Oberjoch         | Deutschland | Moguls    |
| 18. März 1981    | Mount Norquay    | Kanada      | Moguls    |
| 19. März 1981    | Mount Norquay    | Kanada      | Moguls    |
| 2. Januar 1982   | Snoqualmie       | USA         | Moguls    |
| 8. Januar 1982   | Blackcomb        | Kanada      | Moguls    |
| 23. Januar 1982  | Angel Fire       | USA         | Moguls    |
| 4. Februar 1982  | Mont Sainte-Anne | Kanada      | Moguls    |
| 5. März 1982     | Adelboden        | Schweiz     | Moguls    |

### Weitere Erfolge
- Europameister auf den Moguls 1978 und 1981

## Auszeichnungen
- 1998: Meilleur dirigeant sportif (Académie des Sports)
- 2016: Chevalier de la Légion d’honneur